# Велешка българска община
Велешката българска община е гражданско-църковно сдружение на българите екзархисти във Велес, Османската империя, съществувало от средата на XVIII век до 1913 година, когато е закрита след Междусъюзническата война от новите сръбски власти.

## История
Православната община във Велес съществува в средата на XVIII век. В края на 60-те години на XIX век в общината се създава пълна нетърпимост към митрополит Антим Велешки и отказва да го признае. В 1869 година Антим е принуден да напусне велешката катедра след подадени от общината тъжби пред властите в Битоля.
Велешката е сред епархиите изрично упоменати във фермана за Екзархията от 27 февруари 1870 година, което е потвърдено и в берата на първия български екзарх Антим от 3 април 1872 година и получава свой владика - Дамаскин. Велешката община е против компромисно решение на спора с Патриаршията, като общината иска от Екзархията да се слеят Велешката и Струмишката епархия, за да не се губи за допитване в спорната Струмишка епархия. Преди Руско-турската война обаче велешкият български митрополит Дамаскин се оттегля от епархията. До края на войната екзархийски наместник и председател на епархийския съвет във Велес е известният възрожденец иконом Тодор Митов, който участва и в съпротивата срещу Берлинския конгрес след войната. Между 1872 – 1874 година учител в града е Димитър Андов от Велес. През май 1878 година Саздо Петрушев Шулев и Андрей Георгов от името на Велешката община подписват Мемоара на българските църковно-училищни общини в Македония, с който се иска присъединяване на Македония към новообразуващата се българска държава.
След войната макар и Велес да е седалище на призната екзархийска епархия, турското правителство не признава екзархийското наместничество. През април 1880 година умира архиерейският наместник във Велес Йордан Изов. Българската община иска на негово място да бъде назначен поп Константин Свакяров. Предложението е прието от екзарха, който подава такрир до Портата да бъде признаван от местните власти, но изборът е оттеглен от общината. В 1882 година председател на общината и екзархийски наместник е поп Константин Намичев, който отговаря за цялата епархия. Местната власт обаче продължава да не го признава за екзархийски наместник и Екзархията прави нови постъпки пред министъра на правосъдието и вероизповеданията.
През септември 1882 година във Велес е избран епархийски съвет с председател поп Константин Намичев и членове Георги Трайков, Андрей Карабаров, Петър Богданов, Димитър Ризов, Коста Божков, Димко Тодоров. Скоро председател става Георги Трайков. На практика общината изпълнява функциите на епархийски съвет.
На 12 май 1885 година във Велес е избран нов епархийски съвет, в който влизат свещеник Георги Трайков като председател, свещеник Димитър Мирчев, свещеник Яни Чукинов, хаджи Йован Весов, Андрея Карабаров, Димитър Бояджиев, Илия Велов, Петър Богданов, Андрея Васков, Йордан Пешов. Изборът е утвърден от Екзархията. На 6 май 1885 година общината тържествено с шествие до училището и молебен отбелязва стогодишнината от смъртта на Свети Методий.
Икономическият упадък на града, започнал откъм 1873 – 1874 година със завършването на железопътната линия Солун – Митровица, се отразява върху общинските, църковните и училищните приходи във Велес. Тоя упадък допринася и за разкола, настъпил във велешката община, която се разделя на две партии – едната на младите около Костадин Шулев и Димитър Карамфилович, а другата, консервативна, около митропилит Дамаскин. През 1892 година за председател на общината е избран Георги Трайков, дългогодишен учител и свещеник в града.